# Vorstendom Palts-Lautern
Het vorstendom Palts-Lautern was een Wereldlijk Rijksvorstendom in het Heilige Roomse Rijk. Het vorstendom werd in 1576 opgericht na een verdeling van de Keur-Palts tussen de zoons van keurvorst Frederik III. Palts-Lautern kwam aan de calvinistische Johan Casimir. Na zijn dood in 1592 werd het vorstendom weer verenigd met de Keur-Palts. Op de Rijksdag bleef het gebied echter vertegenwoordigd tot 1803.
Palts-Lautern bestond uit een aantal niet aaneengesloten gebieden ten westen van de Rijn. De belangrijkste steden waren de hoofdstad Lautern en Neustadt. Palts-Lautern was ingedeeld bij de Boven-Rijnse Kreits.

## Gebied
Het vorstendom van Johan Casimir bestond uit het hoofdambt Lautern (Kaiserslautern), het hoofdambt Neustadt en het ambt Sobernheim.
Het vorstendom als bestuurseenheid van het keurvorstendom bestond uit:
- het hoofdambt Lautern met de stad Lautern
- de onderambten Otterberg, Rockenhausen en Wolffstein
- de gerechten Kübelberg, Ramstein, Steinwenden, Weilerbach, Mohrlautern, Neukirch, Alsenborn en Waldfischbach.